# 尹潽善
尹 潽善（ユン・ボソン、日本語読み：いん ふぜん、1897年8月26日 - 1990年7月18日）は、大韓民国第4代大統領。本貫は、海平尹氏。号は海葦（해위、ヘウィ）。尹致昭（尹致暎の異母兄）の長男。
忠清道牙山郡（現在の忠清南道牙山市）生まれ。独立後初代のソウル市長として政界入りし、商工相・大韓赤十字社総裁を経て民主党最高委員に。4.19革命で李承晩が失脚・亡命すると、民主党旧派の代表格として8月12日に大統領に選出された。しかし、新派の代表格で政治的実権を握っていた張勉首相との確執が絶えず、自ら民主党を離党して新民党を結成。5・16軍事クーデターの遠因を作った。
大統領辞任後は野党の指導者として2度朴正煕に挑戦するなどし、軍事政権への抵抗と民主化運動に取り組んだ。

## 生涯
尹潽善は、李氏朝鮮時代の1897年（光武元年）8月26日に、忠清道牙山郡（現在の忠清南道牙山市）屯浦面新項里にて、父・尹致昭と母・李範淑の子として生まれる。1903年（光武7年）、漢城府（現在のソウル）の漢城府校洞普通学校に入学し、1907年（光武11年/隆熙元年）に卒業する。その後、1910年（隆熙4年）4月に京城の京城日之出小学校の5年生に編入した。YMCAに出入りした時にYMCA幹事として活動していた李承晩とYMCAを主導していた李商在と親交を築いた。小学校を卒業した後、1913年に慶應義塾医学部に入学したが、2学期で辞め、再び正則英語学校に入学したが、2年を満たさずに中退した。

### 独立運動、アメリカ軍政時代
1917年、上海に渡り申圭植の家に留まり、1919年には三・一運動の直後に設立された「大韓民国臨時政府」の設立に携わり、大韓民国臨時政府議政院議員に選出された。その後、1921年6月に上海を離れ、イギリスに留学し、スカリッシュ学校、ウッドブルックカレッジ、オックスフォード大学を経て、1930年にエディンバラ大学で文学修士号を取得。1932年に朝鮮に帰国し、その後は蟄居生活を続けた。
第二次世界大戦で日本が敗戦した後の1945年9月1日に、許政や金度演などの保守系人士を結集して韓国国民党を結成した。10月4日にアメリカ軍政庁から農商局上級顧問に任命される。1947年4月に経営難に陥った民衆日報を買収して社長となり、李承晩の宣伝を行った。1948年5月10日、制憲国会議員総選挙に韓国民主党から出馬するが、落選する。同年8月に李承晩国会議長の秘書室長に起用され、12月に第2代ソウル市長に任命された。1949年6月6日には商工部の長官となるが、1950年5月9日に李承晩大統領との対立で商工長官を解任される。また、1949〜50年に大韓サッカー協会会長を務めた。
1950年11月、大韓民国赤十字社初代総裁に就任するが、2年後の1952年9月2日に辞任している。

### 政治家として

#### 政界入り
1954年5月20日、第三代国会議員選挙において、ソウルの鍾路甲区から民主国民党（民国党）の公薦で出馬し、当選を果たした。同年6月に李承晩の長期執権を可能にした「四捨五入改憲」に反対する闘争を繰り広げた。1955年9月に民国党など保守野党勢力が結集して民主党が結成されると、初代議員部長に就任した。
1958年5月2日の第四代総選挙ではソウル鍾路甲区から民主党の公薦で出馬し、再選を果たした。その後、1959年に民主党の最高委員となった。特にこの時期に申翼熙・趙炳玉など民主党旧派の核心人物が相次いで死亡したため、尹は金度演と一緒に旧派の中心人物として浮上した。1960年に民主党最高委員として3・15不正選挙真相調査団長を務め、李承晩政権を批判した。

#### 大統領就任
しかし、4・19革命で李承晩政府が崩壊すると、新たに与党勢力となった民主党は内閣制下での大統領と首相の席をめぐり、いわゆる新派と旧派の間で深刻な対立が発生した。後に行なわれた1960年7月29日の第五代国会議員選挙で3選、同年8月12日には両院の合同会議で大統領に選出される。民主党旧派の指導者である彼は新派の張勉を首相に指名したが、組閣と国政運営においてはやはり旧派と新派の間に深刻な対立があるため、多くの混乱を招いた。翌1961年5月16日に5・16軍事クーデターが発生、クーデター軍からの要請もあり大統領の座に留まるが、翌年3月に軍政が制定した政治活動浄化法に抗議するため下野した。
なお、大統領就任直後に李承晩大統領の官邸だった景武台を「青瓦台」に改称した。

#### 野党政治家として
1963年9月12日、民政党を結成し、同党の大統領候補に指名された。同年10月15日の第五代大統領選挙では朴正熙候補（民主共和党）に15万7千票の僅差で敗れた。翌月11月25日に行われた第六代国会議員選挙で当選（全国区、民政党）。
1965年5月3日、野党第二党の民主党と合同して結成された「民衆党」の党首（代表最高委員）を選出するための選挙で朴順天（旧・民主党代表）に敗れる。同年7月28日、日韓基本条約の国会批准に反対し、議員辞職で抗議の意志を示すとして自ら民衆党を離党する。そして翌年3月に彼と共に議員辞職した議員と「新韓党」を結成、党総裁に就任した。
1967年2月7日、民衆党と新韓党が合同して「新民党」が結成され、尹潽善は新民党の大統領候補に指名された。しかし同年5月3日に行われた第六代大統領選挙では、朴正熙大統領に大差をつけられて敗北した。
1971年1月6日に国民党を結成、同党の総裁に就任。
1976年3月1日、3・1民主救国宣言を金大中らと発表。1978年2月24日、民主救国宣言を咸錫憲とともに66人で発表する。このことは政府から「憲法秩序を破壊しようとする非合法活動である」と厳しく非難されて緊急措置9号違反で立件され実刑判決を受けた。1979年にYMCA偽装結婚式事件にも参加した。1980年のソウルの春の時に金泳三と金大中の二人を自宅に呼び、候補単一化の斡旋をしたが失敗し、以後は事実上政界を引退した。それ以降は「名士政治」に拘り、第五共和国時期に新軍部の全斗煥と盧泰愚に友好な態度を示したため、民主化勢力からの批判を受けた。
1990年7月18日に死去した。満92歳没。

## 評価・歴史観
こだわりが強いという評価と原則主義者という評価がある。
第五共和国時期の1986年には「民族史を正す国民会議」の議長を務めた。その前の1975年にも「国史探し協議会」という歴史団体を結成し、「檀君神話の歴史性を強調しよう」「漢四郡は恥ずべきことだから朝鮮の歴史から除外しよう」という「歴史教科書波動」という運動を起こし、韓国の歴史学界を植民史観と非難・攻撃した。国史編纂委員会が既存の通説とは異なるため、意見を却下したところ、教育部長官を対象に訴訟を起こした。李基白は、「学問の真理を尊重する立場からすると、『国史探し協議会』は深刻な問題を歴史学者に投げかけたと考えています。重要な問題となったのは檀君の問題ですが、檀君に関する伝承を神話にするなと歴史学者を攻撃し、何故、学生に檀君を神話と教えるのかと非難しました」「檀君の父の桓雄が天から降りて来たことを神話ではなく、歴史的事実と学生に教えることはできません」と述べている。李基東は、「1980年代に『歴史教科書波動』という運動があった。全斗煥政権末期だったが、尹潽善元大統領を総裁に掲げた『国史探し協議会』という極右団体が主導し、韓国政府が国史教育審議会というものを作った。私は関与していたからよく知っている。これらは『檀君神話の歴史性を強調しよう』『漢四郡は恥ずべきことだから朝鮮の歴史から除外しよう』と主張した。それは間違ったことだ。その時に歴史教科書を国定教科書から検定教科書に切り替える付帯意見を付けた。ところが、最近再びその動きが出ている。先日、黄祐呂教育部長官が中国の東北工程に対処するため、歴史教科書の上古史と古代史の比重を強化すると明らかにしたが、それは彼らの論理と同じだ。とても心配だ」と述べている。

## 親族
朝鮮時代の領議政の尹斗寿の子孫である。尹取東は曽祖父、尹英烈は祖父、元大韓帝国軍務大臣・法務大臣の尹雄烈は大伯父、元朝鮮総督府中枢院参議の尹致昭は父、元朝鮮総督府中枢院賛議の尹致旿は伯父、元日本軍騎兵中佐の尹致晟、尹致昞、尹致明、元内務部長官の尹致暎は叔父、元貴族院朝鮮台湾勅選議員・朝鮮総督府中枢院顧問の尹致昊、元陸軍医務監の尹致旺、元駐イギリス公使の尹致昌は従おじ、尹源善、尹沢善は弟、元ソウル大学校総長の尹日善、元満洲国間島省次長の尹明善は従兄弟、元農林部長官の尹永善は再従兄弟である。孔徳貴は妻。アナウンサーの尹寅求は従甥。

## 賞勲
- 無窮花大勲章
- 仁村文和賞

## エピソード
ソウル安国洞にある旧居の安国洞尹潽善家は大韓民国指定史跡である。なお、死去の数か月前にここが盗難事件に遭い、骨董品38点（時価9千万ウォン以上）が盗まれた。